# Boeing X-20 Dyna-Soar
Boeing X-20 Dyna-Soar byl jednomístný raketoplán vyvíjený společností Boeing pro letectvo Spojených států amerických. Program vývoje raketoplánu Dyna-Soar vznikl v říjnu 1957 sjednocením studií a projektů Brass Bell, RoBo a HYWARDS. Základem projektu byla koncepce orbitálního bombardéru Eugena Sängera. Stroj měl schéma orbitálního letounu a měl být opakovaně použitelný. Vynášen měl být různými modifikacemi rakety Titan. Připravovalo se několik modifikací – orbitální bombardér, fotoprůzkumník, stíhač družic. Předpokládalo se provedení testů v atmosféře, suborbitálních letů a letů na oběžné dráze Země. Ministr obrany USA Robert McNamara v prosinci 1963 program zrušil a uvolněné prostředky věnoval na vývoj vojenské orbitální stanice MOL.

## Historie

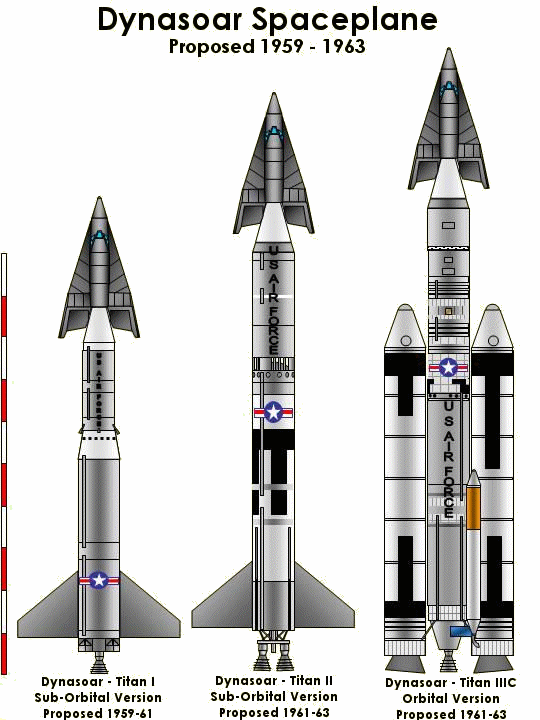
Varianty startovního uspořádání

Na projektu orbitálního bombardéru začal pracovat konstruktér Eugen Sänger už ve 30. letech 20. století v Německu. Znova projekty raketových kosmoplánů s vojenským určením – bombardérů či průzkumníků – rozběhlo začátkem 50. let letectvo Spojených států amerických. Od roku 1952 společnost Bell pracovala na projektu Bomi, později Brass Bell; od roku 1955 v programu RoBo společnosti Convair, Douglas a North American zkoumaly možnost vývoje bombardovacího raketoplánu. Roku 1956 letectvo zahájilo program Hywards (HYpersonic Weapons Research and Development Supporting system).

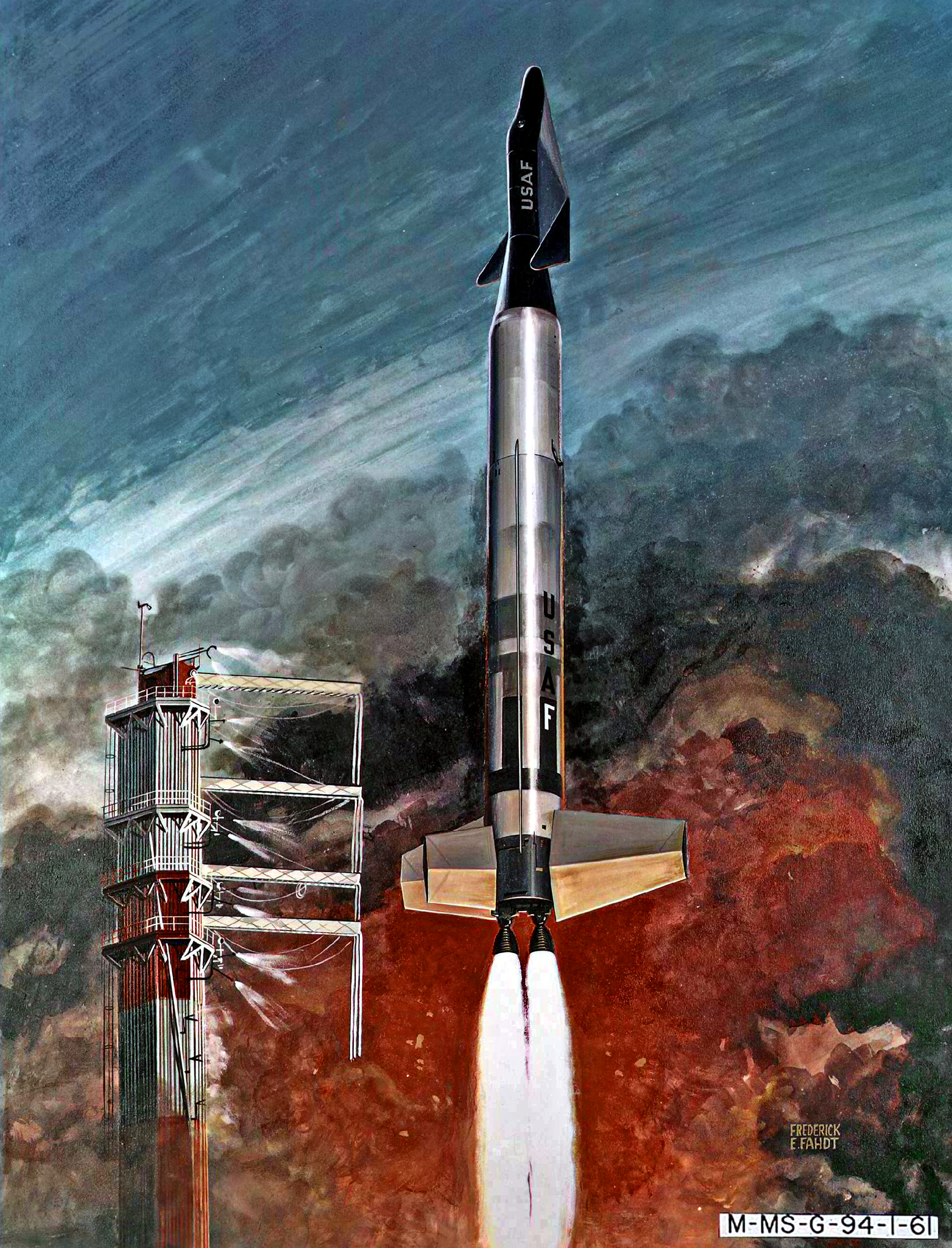
Představa malíře o startu rakety Titan s kosmoplánem X-20

V říjnu 1957, pod dojmem startu sovětského Sputniku 1, letectvo sjednotilo programy Brass Bell, RoBo a Hywards a určilo požadavky na „nadzvukový kluzákový raketový zbraňový systém“ (Hypersonic Glide Rocket Weapon System): nejdříve měl být postaven výzkumný kluzák k ověření letových vlastností stroje (Dyna-Soar I), pak suborbitální průzkumný letoun (Dyna-Soar II, víceméně bývalý Brass Bell) a ve třetí fázi orbitální bombardér (Dyna-Soar III, dříve Robo). Navzdory náskoku společnosti Bell získal v červnu 1959 kontrakt na vývoj a postavení kosmoplánu Boeing. Roku 1959 byla vybrána i nosná raketa – Titan.
V dubnu 1960 byla pro lety na X-20 sestavena skupina sedmi astronautů – civilisté Neil Armstrong, Bill Dana a Milt Thompson, důstojníci letectva Henry Gordon, Pete Knight, Russell Rogers a James Wood. V létě 1962 Armstrong a Dana odešli, náhradou přišel z letectva Albert Crews.
První maketa byla vystavena v roce 1962 na Air Force Association convention v Las Vegas. Bylo postaveno několik maket stroje a provedena řada předběžných studií. Astronauti strávili přes osm tisíc hodin na trenažérech a letadle-analogu X-20. První bezpilotní letové zkoušky byly uskutečněny v roce 1963. První pilotovaný let byl plánován na rok 1966. Zvažovala se možnost spojení s vojenskou orbitální stanicí MOL.
Nicméně ministerstvo obrany dospělo k názoru, že vojenskou přítomnost v kosmu zajistí mnohem levněji a rychleji účast v programu Gemini v kombinaci s vojenskou orbitální stanicí MOL. Navzdory odporu letectva ministr obrany Robert McNamara program Dyna-Soar zrušil v prosinci 1963. Skupina astronautů byla rozpuštěna.
V době zrušení programu zbývaly do prvního letu tři roky, během kterých mělo být vynaloženo 375 miliónů dolarů k již utraceným 410 miliónům.

## Technické údaje
- Posádka: 1
- Délka: 10,77 m
- Rozpětí: 6,35 m
- Výška: 2,59 m
- Plocha křídel: 32 m²
- Prázdná hmotnost: 4 715 kg
- Maximální vzletová hmotnost: 5 165 kg
- Pohon: 1 × raketový motor Martin Trans-stage (323 kN)
- Objem kabiny: 3,5 m²
- Užitečné zatížení: 450 kg
- Maximální rychlost: 28 165 km/h